# Schloss Coloma
Das Schloss Coloma (niederländisch Kasteel van Coloma) ist eine Schlossanlage in der belgischen Gemeinde Sint-Pieters-Leeuw in der Provinz Flämisch-Brabant.

## Geschichte
Es wurde um das Jahr 1515 von Leonard van Hecke, dem Sohn eines Brüsseler Schöffen, erbaut und wird auf den damaligen Karten als „Gut van Hecke“ (Goed van Hecke) bezeichnet. Joos van Hecke, der Sohn des Erbauers, verkaufte das Gut im Jahre 1611 an den spanischen Adeligen Antonio de Arguello und dessen Ehefrau Teresa de Arce y Ponce. Diese wiederum verkauften das Anwesen an George Uwens. 1643 ging das Schloss über an Karel Laurin, dessen älteste Tochter Anna Ritter de Varick heiratete. Ihr Schwiegersohn war Jean-Charles Roose, der 1690 zum ersten Baron von Sint-Pieters-Leeuw ernannt wurde.
Seither war das Schloss die Residenz der Barone von Sint-Pieters-Leeuw. Bekanntester Bewohner des Anwesens war Charles Vital Alexandre Coloma (* 1718 in Mechelen, † 1758 in Brüssel), Kammerherr der Kaiserin Maria Theresia von Österreich, nach dem das Schloss auch heute noch genannt wird. Durch Heirat und Erbschaft ging das Schloss erst an die Grafen van der Dilft und schließlich an die Grafen van Limburg-Stirum über.
Der letzte Baron von Sint-Pieters-Leeuw, Graf Christian de Limburg-Stirum, bewohnte das Schloss nicht mehr und vermietete es deshalb an Privatleute. Ab 1974 mietete der belgische Staat den Gebäudekomplex. Die Gemeinde sorgte für den Unterhalt des Schlosses und die Öffentlichkeit erhielt freien Zugang. Diese Zusammenarbeit wurde 1980 durch den Grafen beendet. Das Schloss blieb in den darauffolgenden Jahren unbenutzt und verfiel. Die Gemeinde Sint-Pieters-Leeuw initiierte deshalb ein Eilverfahren zum Kauf des Schlosses und zum Schutz des Kulturerbes. Dieses Verfahren wurde erst im Jahre 1987 erfolgreich abgeschlossen. 
Der 15 Hektar große Park (Domein) wurde Eigentum der Flämischen Gemeinschaft, die dort 1995 ein Rosarium und ein Arboretum einrichtete. Das Schloss ging über an die Gemeinde Sint-Pieters-Leeuw, die nach 3-jähriger Renovierung das Anwesen am 12. September 1992 neu eröffnete und nun der Bevölkerung als Kulturzentrum zur Verfügung stellt.

## Architektur

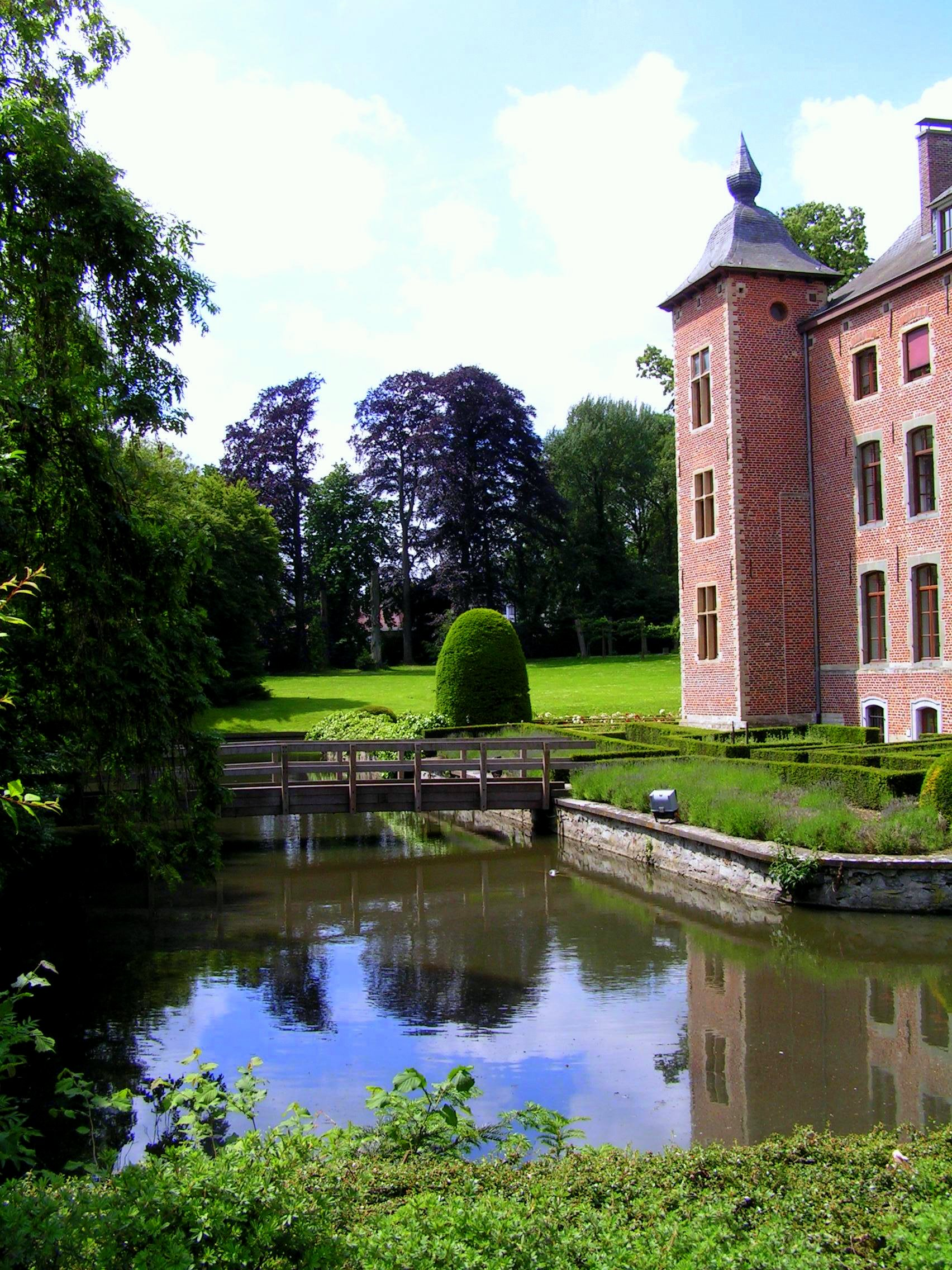
Schloss und umgebende Weiher

Ursprünglich war das Anwesen eine Burganlage für militärische Zwecke. Erst im 18. Jahrhundert ließ die Familie Roose das Anwesen hin zu einem repräsentativen Schloss im klassizistischen Stil umbauen.
Das heutige Schloss Coloma ist ein Backsteingebäude mit vier Ecktürmen und Schilddach. Im Ostgiebel befindet sich das Wappen der Familie. Es handelt sich um ein Wasserschloss, das über eine vierbogige Brücke zu erreichen ist. Das Portal aus Sandstein krönt ein Dreiecksgiebel.
Ursprünglich gehörten zum Schloss zwei Torbauten und Pferdeställe, die aber im Laufe der Jahre abgerissen wurden. Nur ein Teil der ehemaligen Remise, die 1731 im Renaissancestil erbaut wurde, ist erhalten geblieben und wird heute als Restaurant genutzt. Im Park steht außerdem ein Pavillon mit Turm aus dem 18. Jahrhundert.
Die früher vorhandenen französischen Gärten sind ersetzt worden durch einen Englischen Park. Die heutigen Weiher dagegen sind bereits auf alten Abbildungen des Schlosses zu erkennen, weshalb davon ausgegangen werden kann, dass sie in ihrer ursprünglichen Form erhalten geblieben sind.

## Rozentuin Coloma
Das erst 1994 angelegte Rosarium ist inzwischen weltbekannt. Mehr als 3.000 verschiedene Rosensorten von allen Kontinenten können auf 2,2 Hektar besichtigt werden. Zunächst wurde ein Rosengarten flämischer Sorten (Vlaamse rozentuin) angelegt, dann folgte ein "rot-weißer" Rosengarten (De rood-witte tuin) in den Farben der Gemeinde und der Familie Roose, die viele Jahrhunderte das Schloss bewohnte. Das rot-weiße Wappen des Barons Roose ist darin als Rosenbeet angelegt. Im Jahr 2000 kamen ein "Alter Rosengarten" (De oude rozentuin) mit historischen und primitiven Rosensorten und ein internationaler Rosengarten, nach Ländern geordnet, hinzu. Der Rosengarten ist täglich außer montags kostenlos zugänglich.